# Royal Signals Museum

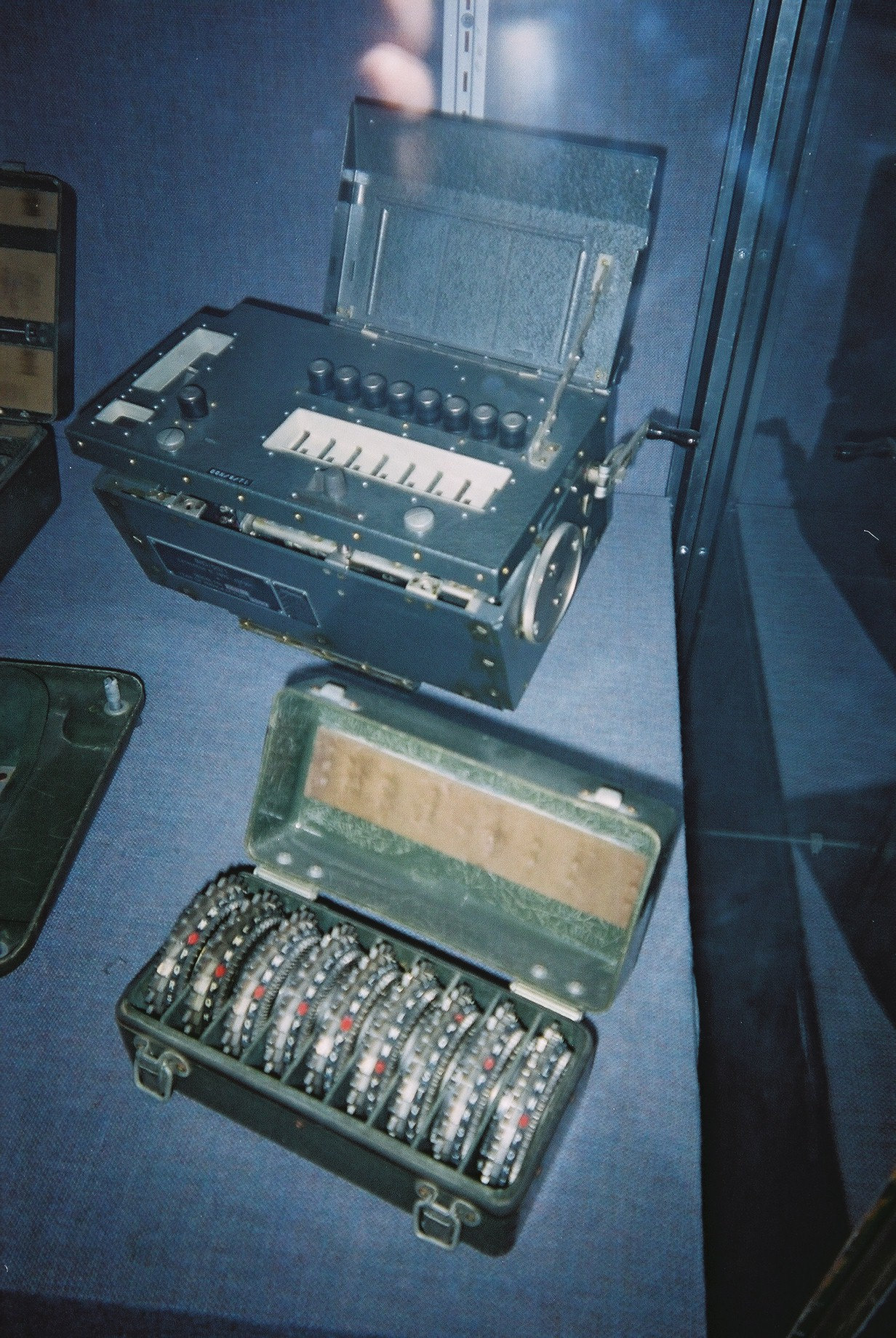
Eine der äußerst seltenen Portex-Chiffriermaschinen gehört zu den Exponaten des Museums (Foto 2005)

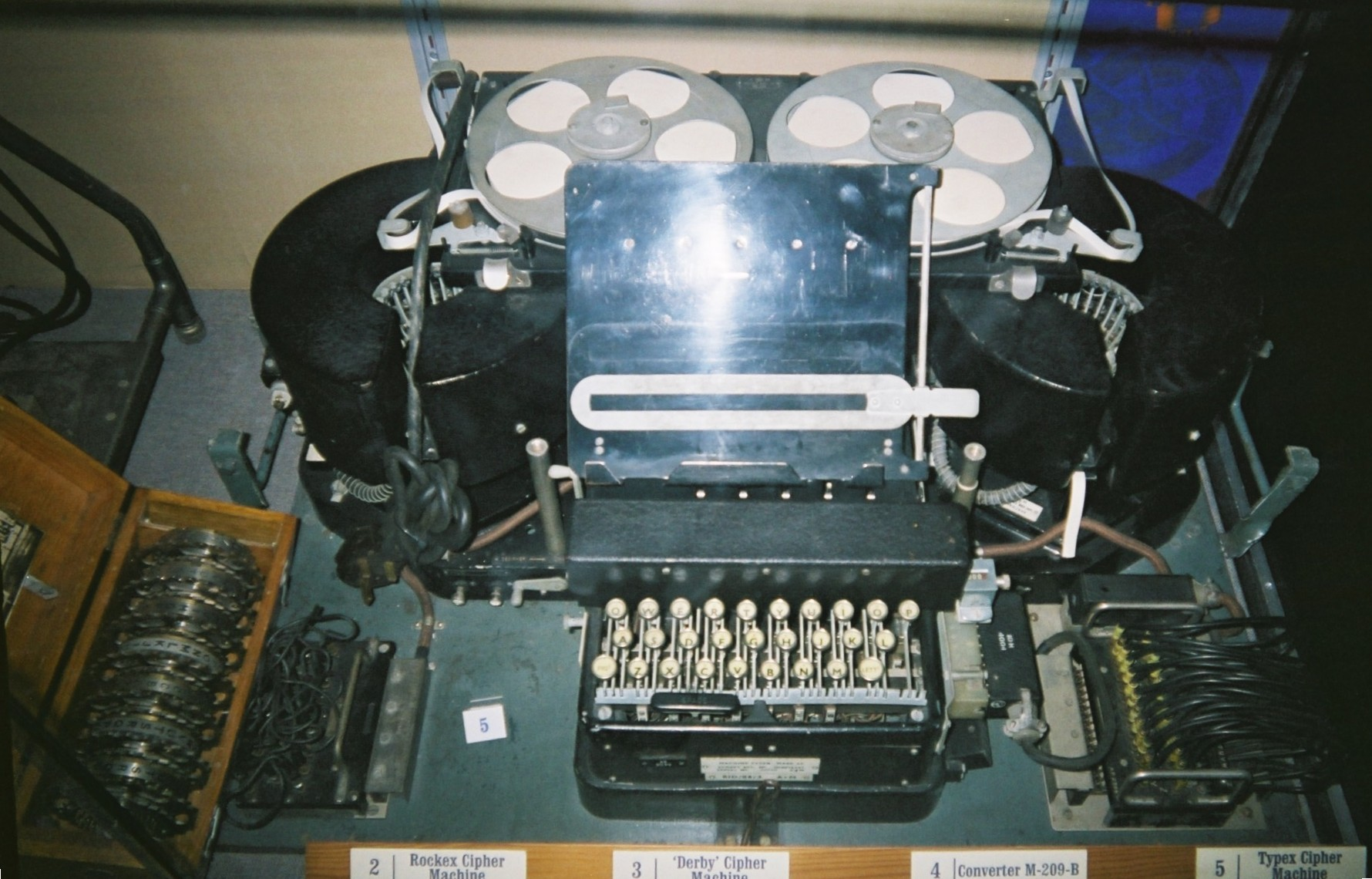
Ebenso wie eine Typex (Foto 2005)

Das Royal Signals Museum (deutsch Königliches Nachrichtenmuseum) ist ein Museum für Nachrichtentechnik mit Schwerpunkt militärische Funktechnik und Militärnachrichtendienst. Es wurde 1997 in seiner heutigen Form wiedereröffnet und befindet sich in Blandford Camp bei Blandford Forum in der englischen Grafschaft Dorset.

## Geschichte
Das Museum in seiner modernen Form besteht seit dem 28. Mai 1997. Nachdem sich sein Vorläufer in den 1930er-Jahren in Catterick (Grafschaft North Yorkshire) befunden hatte, und es im Jahr 1967 an den heutigen Standort umgezogen war, wurde es nach einem 1989 begonnenen Um- und Neubau in der heutigen modernen Form im Jahr 1997 wiedereröffnet.

## Ausstellungen
Das Museum zeigt verschiedene interaktive Ausstellungen und bietet spezielle Lehrpfade insbesondere für jüngere Besucher. Es beherbergt die britische nationale Sammlung von militärischer Kommunikationstechnik der vergangenen fast 200 Jahre und präsentiert in lebendiger Weise die Geschichte der drahtgebunden und drahtlosen Nachrichtenübertragungstechnik sowie der dazugehörigen Verschlüsselungstechnik. Besondere Exponate sind eine deutsche Enigma-Schlüsselmaschine und die britischen Rotor-Chiffriermaschinen Typex und Portex.